# 大石賢一
大石 賢一（おおいし けんいち）は日本の漫画原作者。
大石賢一のほかに、大石けんいち、神田圭介、神田圭、紺間宏、天龍寺弦などのペンネームを持つ。

## 経歴
広告代理店勤務を経て1989年に独立。（株）プロビット、（株）スタジオスパイス、（株）スパイスアイランド代表を経て、
現在は（株）スパイスコミニケーションズの取締役会長＆コミックコンテンツプロデューサーとして活動中。
また個人事務所（株）オフィス大石では新しい表現を模索中である。

## 漫画原作等作品
出典は大石賢一公式ホームページ
- 「HOTEL」全321話
- 「代表取締役　近藤勇」全1巻
- 「CHO八戒」全2巻
- 「カックラ陣太」全4巻
- 「STATION」全6巻
- 「THE Jr.」全4巻
- 「シークレットボールNOMO」
- 「あらかると」全4巻
- 「朝倉くんちょっと!」全22巻
- 「ばついち」
- 「ラッキーレディ」全5巻
- 「ウィッシュハート」全1巻
- 「ヘイ! タクシー」秋田書店
- 「アレクサンダー戦記」（荒俣宏原作、シナリオ担当）
- 「ASTRA アストラ」メディアファクトリー
- 「以蔵が斬る!」集英社
- 「コミック版プロジェクトＸ　翼はよみがえった＜YS11＞ 日本初の国産旅客機」
- 「余命10年」（漫画版、脚本担当）全2巻

## プロデュース作品
- SGS刊　コミックブレイク
- 竹書房刊　時代劇コミック『疾風（はやて）』
- 永岡書店刊　ミステリー懸賞コミック『ホームズ』
- TBS 新人研修用マンガ雑誌『コミックスーパールーキー』
- 「時代屋さん治」秋田書店